# Jean Duclos
Pour les articles homonymes, voir Jean Duclos (syndicaliste français) et Duclos.
Jean Marie François Dominique Duclos est un homme politique français, né le 15 février 1895 à Louey (Hautes-Pyrénées) où il meurt le 27 juin 1957. Membre du Parti communiste français, comme son frère plus connu Jacques Duclos, il est député de Seine-et-Oise.

## Biographie
La profession d'origine de Jean Duclos est jardinier horticulteur. Mais comme bien des hommes de sa génération, la guerre de 1914-1918 le marque tant moralement (il y puisera son engagement pacifiste d'après-guerre) que physiquement. Soldat au 49e, 34e puis 73e R.I., il prend part aux batailles de Champagne, de la Somme et de Verdun où il est grièvement blessé en septembre 1916. Il garde pour le reste de ses jours des stigmates aux visages et une vision diminuée. Au sortir de la guerre, décoré de la Légion d'honneur, Croix de guerre, Médaille militaire, mais réformé avec un taux d'invalidité de 100 %, il ne peut exercer son métier. Il adhère à deux organisations : l'Association républicaine des anciens combattants (ARAC) et le Parti communiste français.
En 1926, il est élu secrétaire général de l'ARAC, organisation de masse où se retrouvaient les anciens combattants de « gauche ». Il reste dirigeant national de cette organisation jusqu'en 1951.
Candidat à la députation à plusieurs occasions, présenté par son parti, il est désigné par celui-ci pour la candidature dans la cinquième circonscription de Versailles en Seine-et-Oise aux élections générales de 1936. Arrivé en tête au premier tour du scrutin, 7 353 voix pour 22 092 suffrages exprimés, candidat du Front populaire bénéficiant des désistements à gauche, il est élu au second tour en recueillant 12 640 voix, alors que son concurrent de droite en rassemble 9 142. Il arrive en tête dans les trois cantons constituant la circonscription : Versailles-Sud, Versailles-Ouest et Palaiseau. À la Chambre, il siège dans les commissions de l'armée et des pensions civiles et militaires.
Membre du groupe ouvrier et paysan français, il est arrêté le 8 octobre 1939, déchu de son mandat le 21 janvier 1940 et condamné le 3 avril 1940 par le 3e tribunal militaire de Paris à quatre ans de prison avec sursis, 4 000 francs d'amende et cinq ans de privation de ses droits civiques et politiques pour reconstitution de ligue dissoute. Il fut emprisonné au château de Baillet, à L'Île-d'Yeu, à la prison de la Santé puis au camp d'Aincourt et ne fut libéré qu'en raison de ses infirmités le 1er mai 1941.
Retiré en province, il reprend ses activités à la Libération, et est élu député de Seine-et-Oise lors des consultations électorales de 1945, de juin 1946 et de novembre 1946. Il siège à la commission des pensions et est appelé à exercer les fonctions de juré à la Haute Cour de justice le 27 décembre 1946, le 26 janvier 1948 et le 4 mai 1948.
Devenu quasi aveugle, il n'est pas candidat aux élections de 1951. En avril-mai 1945, il avait été élu premier adjoint de la commune de Versailles.

## Distinctions
- Officier de la Légion d'honneur
- Médaille militaire
- Croix de guerre 1914–1918
- croix du mérite combattant

## Sources
- « Jean Duclos », dans le Dictionnaire des parlementaires français (1889-1940), sous la direction de Jean Jolly, PUF, 1960 [détail de l’édition]
- Dictionnaire biographique du mouvement ouvrier français, Le Maitron, Les éditions de l'Atelier, 1986, volume 26, notice « Jean Duclos » rédigée par Robert Balland.
- Brochure éditée en supplément du no 12 des Cahiers du bolchévisme, La voix du peuple au parlement, 1936, présentant les 2 sénateurs et les 72 députés communistes. Page 155.
- Jacques Duclos, Mémoires, Éditions Fayard, tome 1, Paris 1969. En pages 112-113, Parmi les « gueules cassées », le dirigeant communiste consacre quelques lignes pour évoquer son frère non sans émotion.